# ويلهلم لارسون
ويلهلم لارسون (بالسويدية: Wilhelm Larsson-Lagheim)‏ هو لاعب هوكي الجليد سويدي، ولد في 23 يونيو 1911، وتوفي في 13 سبتمبر 1971.

## وصلات خارجية
- ويلهلم لارسون على موقع EliteProspects.com (الإنجليزية)
- ويلهلم لارسون على موقع أوليمبيديا (الإنجليزية)
- ويلهلم لارسون على موقع اللجنة الأولمبية السويدية (السويدية)